# NGC 1336
NGC 1336 je galaksija u zviježđu Kemijska peć.

## Vanjske poveznice
- SEDS: NGC 1336